# طوبيا والملاك (أوبرا)
طوبيا والملاك، وصفها مؤلفها بأنها "أوبرا كنيسة"، هي أوبرا مجتمعية في فصل واحد من تأليف جوناثان دوف، وكتب نصها ديفيد لان. عرض لأول مرة في 7 يوليو/تموز 1999 في لندن في كنيسة المسيح هايبري. القصة مبنية على سفر طوبيا من الأسفار غير القانونية في الكتاب المقدس.

## سجل الأداء

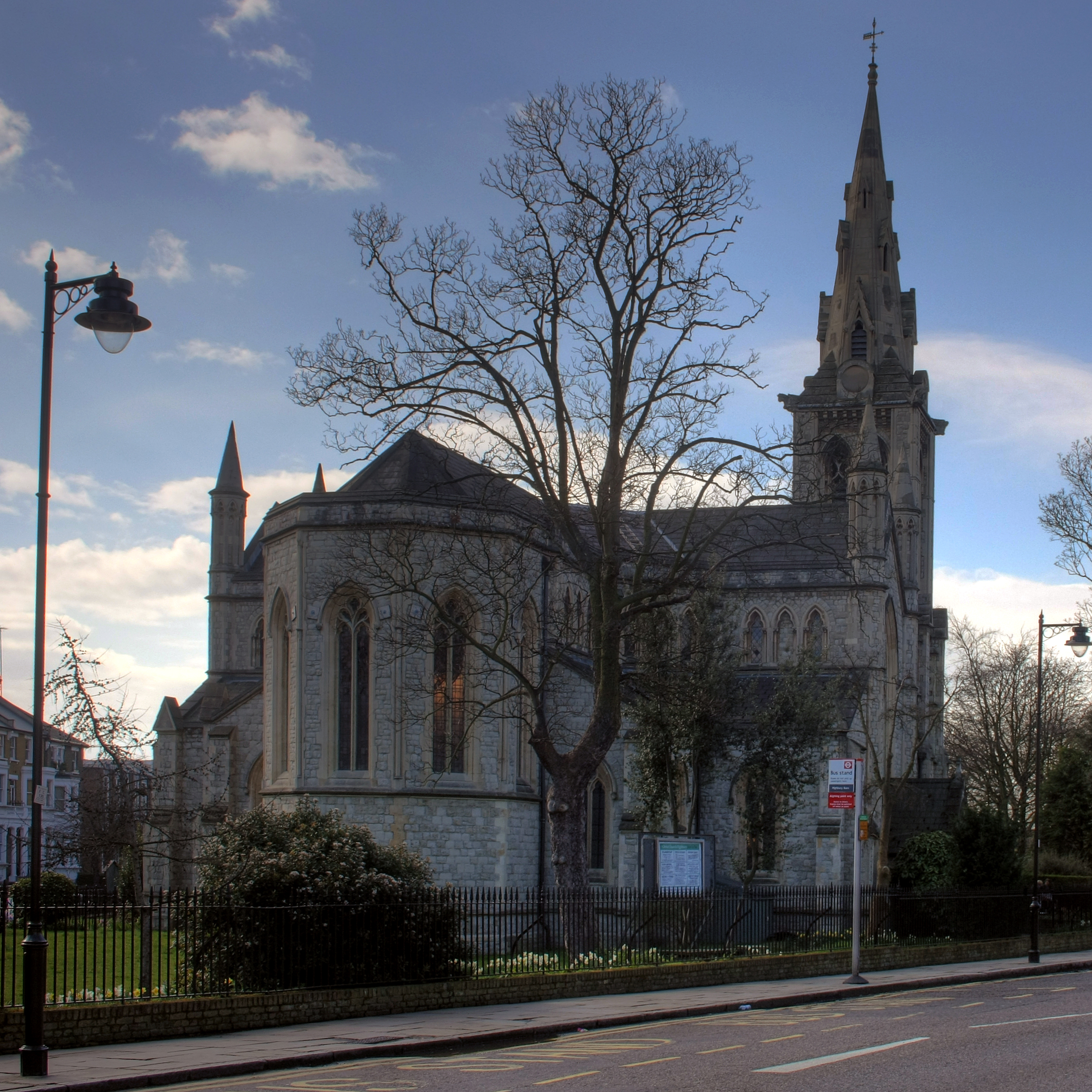
كنيسة المسيح في هايبري حيث عرضت مسرحية توبياس والملاك لأول مرة في 7 يوليو 1999

العرض الأول لمسرحية توبيا والملاك في السابع من يوليو\تموز 1999 في كنيسة المسيح هايبري في لندن. إنتاج أوبرا ألميدا بواسطة ديفيد باري وإخراج كيت براون.في العام التالي عرض الأوبرا في كنيسة سانت ماثيو، بيري بيتشيز، في برمنغهام في إنتاج جديد بقيادة براد كوهين وإخراج كيت براون مرة أخرى. أصبح لاحقًا أول إنتاج متجول لمسرح Young Vic أثناء تجديده وأعاد المسرح إحيائه كأول إنتاج له عندما أعيد افتتاحه في عام 2006.تقدم العرض الأول لفيلم توبيا والملاك في أمريكا الشمالية بواسطة أوبرا فيفينتي في كنيسة إيمانويل الأسقفية في بالتيمور في 28 فبراير\شباط 2008.شارك في فريق التمثيل المغني الكونترتينور ديفيد ووكر في دور الملاك. ووكر فنان مرتبط ارتباطًا وثيقًا بموسيقى جوناثان دوف ومترجمًا متكررًا لدور اللاجئ في أوبرا دوف Flight.في أكتوبر\تشرين ألأول 2012، الإنتاج الافتتاحي لمسرح أوبرا هايبري الجديد(HOT) في كنيسة يونيون، لندن، بقيادة سكوت سترومان وإخراج لويز رادينجر.
اصدر تسجيل لأغنية Tobias and the Angel بقيادة ديفيد تشارلز آبل مع فريق التمثيل الأصلي من أداء Young Vic لعام 2006 على Chandos Records في أغسطس\آب2010.نشر الموسيقى التصويرية بواسطة Edition Peters في عام 2000.

## الأدوار

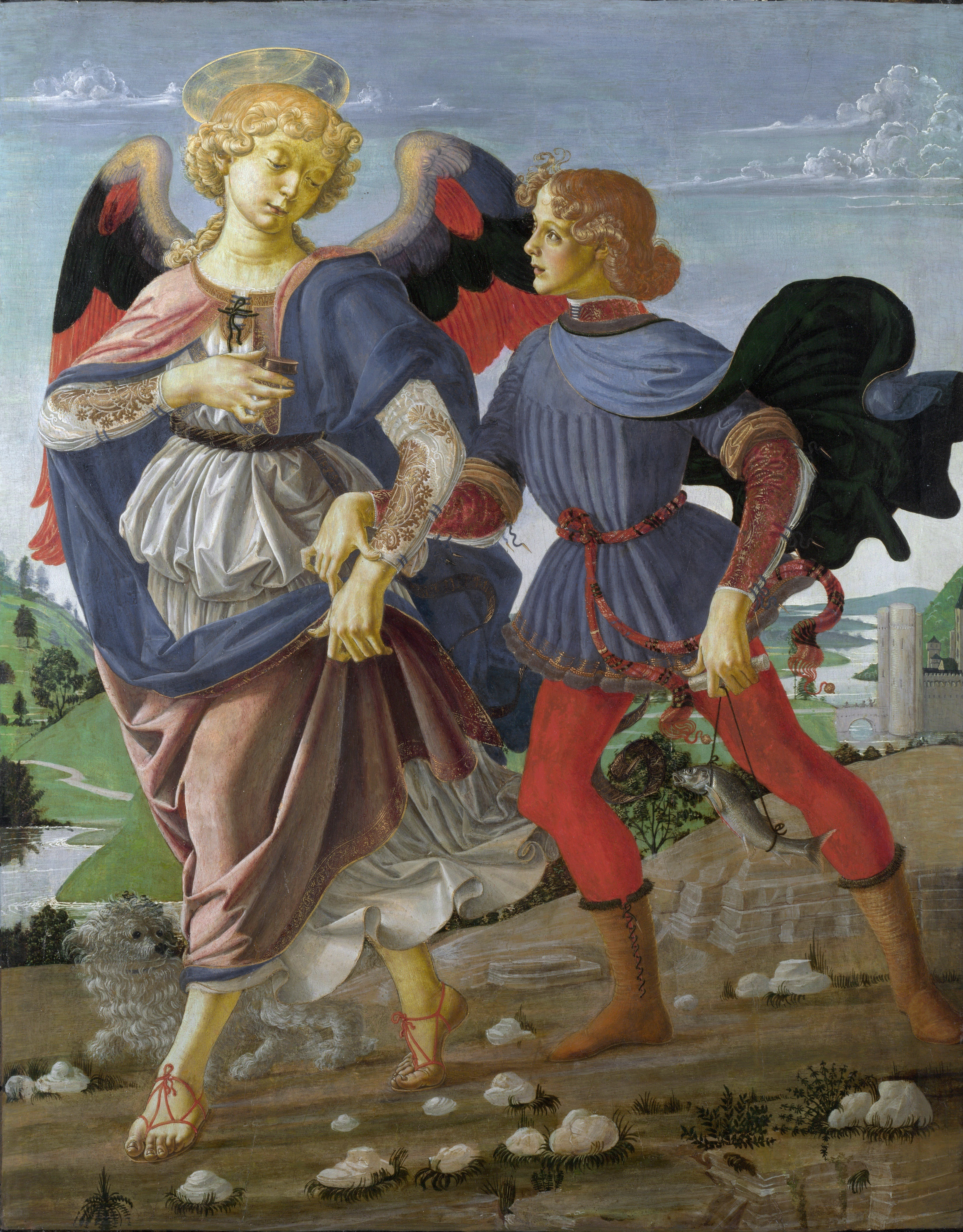
ورشة عمل أندريا دل فيروتشيو ، توبياس والملاك (ق. 1470–1475)

| Role                                                                                           | Voice type    | Premiere cast, 7 July 1999 Conductor: David Parry |
| ---------------------------------------------------------------------------------------------- | ------------- | ------------------------------------------------- |
| Raphael, an angel                                                                              | countertenor  | Jonathan Peter Kenny                              |
| Tobias                                                                                         | tenor         | Andrew Burden                                     |
| Tobit, Tobias's father                                                                         | baritone      | David Barrell                                     |
| Anna, Tobias's mother                                                                          | mezzo-soprano | Buddug Verona James                               |
| Sara, Tobias's cousin                                                                          | mezzo-soprano | Ann Taylor                                        |
| Raguel, Sara's father                                                                          | tenor         | Philip Sheffield                                  |
| Edna, Sara's mother                                                                            | soprano       | Fiona O'Neill                                     |
| Ashmodeus, a demon                                                                             | baritone      | Omar Ebrahim                                      |
| Choruses of adults and children as sparrows, the river, the fish, Raguel's men, wedding guests |               |                                                   |

## ملخص
عندما قُتل أحد زملائه اليهود، اختار طوبيا(رجل يهودي من نينوى)يخالف القانون من خلال دفنه بشكل لائق. في صباح اليوم التالي، يصاب توبيت بالعمى بسبب مجموعة من العصافير(تلعب دورها جوقة الأطفال) ترمي فضلاتها في عينيه. يتذكر أنه مدين بالمال لراجويل، أحد أقاربه في إيكباتانا، فيرسل ابنه توبيا لاستعادته. يعرض شخص غريب على توبيا المساعدة لتوجيهه في طريقه. في الطريق، يشجع الغريب توبيا، الذي هو نوعاً ما شخص عديم الفائدة ومهتم فقط بالرقص، على الاهتمام بالعالم من حوله-والأستماع إلى أغاني الأشجار والجبال والنهر. وفي النهر، يتعرضون للهجوم من قبل سمكة عملاقة. عند سماع أغنيته المخفية، يتمكن توبيا من التغلب عليها، ويطلب منه الغريب أن يأخذ قلبها ومرارتها.
وفي الوقت نفسه، في إيكباتانا، تقع سارة، إبنة راجويل، تحت تأثير الشيطان، أشموديوس، الذي يقتل زوجها في ليلة زفافهما. بوصول توبيا، يقع في حب سارة. الغريب لا يرى إلا الشيطان غير المرئي، ويأمر توبيا بأستخدام قلب السمكة لكسر تعويذة آشموديوس. وهذا يسمح لتوبيا بالزواج من سارة دون أن يُقتل، ويعودان إلى نينوى. يستخدم توبيا المرارة لعلاج عمى طوبيت، ويكشف الغريب عن نفسه بأنه الملاك رافائيل.